# 阿扎蝇子草
阿扎蝇子草（学名：Silene atsaensis）为石竹科蝇子草属的植物，为中国的特有植物。分布于中国大陆的西藏等地，生长于海拔4,200米至4,500米的地区，一般生于高山流石滩草坡，目前尚未由人工引种栽培。

## 别名
加查女娄菜（西藏植物志）